# Depressive Age
Depressive Age ist eine deutsche Thrash-Metal-Band aus Berlin.

## Geschichte
Die Anfänge der Band liegen in der DDR, als 1985 die Band BLACKOUT aus der Taufe gehoben wurde. Nach Übersiedlung der Band nach Westdeutschland nannten sie sich schließlich 1989 Depressive Age. Der Bekanntheitsgrad der Berliner stieg erst nach dem Mauerfall und mit der Veröffentlichung weiterer Demo-Aufnahmen.
Anfang der 1990er spielten sie auf ihrem Debütalbum First Depression eine Form des Thrash-Metal, der Progressive-Rock- und Doom-Metal-Einflüsse enthielt. Kennzeichnend waren dabei die düsteren Gitarrenriffs und der klare, melodische Gesang von Frontmann Jan Lubitzki. Als Songwriter fungierte Jochen Klemp.
Ihre größten Erfolge verzeichneten die Musiker bis zum Jahr 1994, mit den Alben Lying in Wait und Symbols for the Blue Times. Insbesondere auf Letzterem entwickelte sich die Band deutlich vom Thrash Metal hin zu deutlich melodischeren Klängen. Auf Electric Scum experimentierte man mit verschiedenen Stilrichtungen, vielen Samples und unterschiedlichen Rhythmen, aber auch eingängigen und melodischen Songstrukturen, die den Namen Depressive Age unpassend machten, so dass man sich schließlich D-AGE nannte.
Nach Electric Scum geriet die Band in Vergessenheit, trotz vereinzelter Live-Shows in verschiedenen Besetzungen. Jan Lubitzki sang zeitweise in einer Band namens Jan Dorn und war Schlagzeuger bei Silberschauer. Schlagzeuger Norri spielte seit 2000 bei den drei zusammenhängenden Mittelalter-Bands Tanzwut, Corvus Corax und Cantus Buranus. Der Band-Mitbegründer und langjährige Bassist Tim Schallenberg war von 2003 bis 2008 unter dem Namen Tim Buktu bei Knorkator aktiv. Er starb im Dezember 2017 nach langer Krankheit.
Im August 2022 wurde auf einer neu angelegten Facebook- und einer neuen Webseite die Reformierung von Depressive Age bekanntgegeben. Zugleich wurden Konzerte und neue Musik für 2023 in Aussicht gestellt. 2023 trat die Band dementsprechend auf diversen Festivals (u. a. auf dem Wacken Open Air und dem Rock Hard Festival) auf und präsentierte dabei auch neue Songs. Eine Teilnahme an der Kreuzfahrt 70000 Tons of Metal Ende Januar/Anfang Februar 2024 sagte die Band aufgrund der Krankheit eines Bandmitglieds ab.

## Diskografie
- 1992: First Depression
- 1993: Lying in Wait
- 1994: Symbols for the Blue Times
- 1996: Electric Scum
- 1999: From Depressive Age to D-Age (Kompilation)